# Friedrich Tiedemann
Friedrich Tiedemann (Kassel, 23 agosto 1781 – Monaco di Baviera, 22 gennaio 1861) è stato un anatomista e fisiologo tedesco.

## Biografia
Figlio maggiore di Dietrich Tiedemann (1748-1803), filosofo e psicologo di fama notevole, si laureò in medicina a Marburgo nel 1804, ma ben presto abbandonato la pratica. Si dedicò allo studio delle scienze naturali e durante un soggiorno a Parigi, diventò un ardente seguace di Georges Cuvier. I suoi studi portarono ad un notevole sviluppo delle conoscenze sul cervello umano, e furono correlati con gli studi del padre sullo sviluppo di intelligenza. Trascorse la maggior parte della sua vita come professore di anatomia e fisiologia a Heidelberg, un ruolo in cui fu nominato nel 1816, dopo aver ricoperto la cattedra di anatomia e zoologia per dieci anni a Landshut.
È stato eletto membro dell'Accademia Reale Svedese delle Scienze nel 1827.
Due dei suoi figli, Gustav e Heinrich, sono state vittime di rivolte del 1848 in Germania.